# Kilinia
Kilinia (griechisch Κοιλίνια) ist eine Gemeinde im Bezirk Paphos in der Republik Zypern. Bei der Volkszählung im Jahr 2021 hatte sie 25 Einwohner.
Im Dorf befindet sich die Kirche Agia Anastasia Farmakolytria.

## Lage und Umgebung

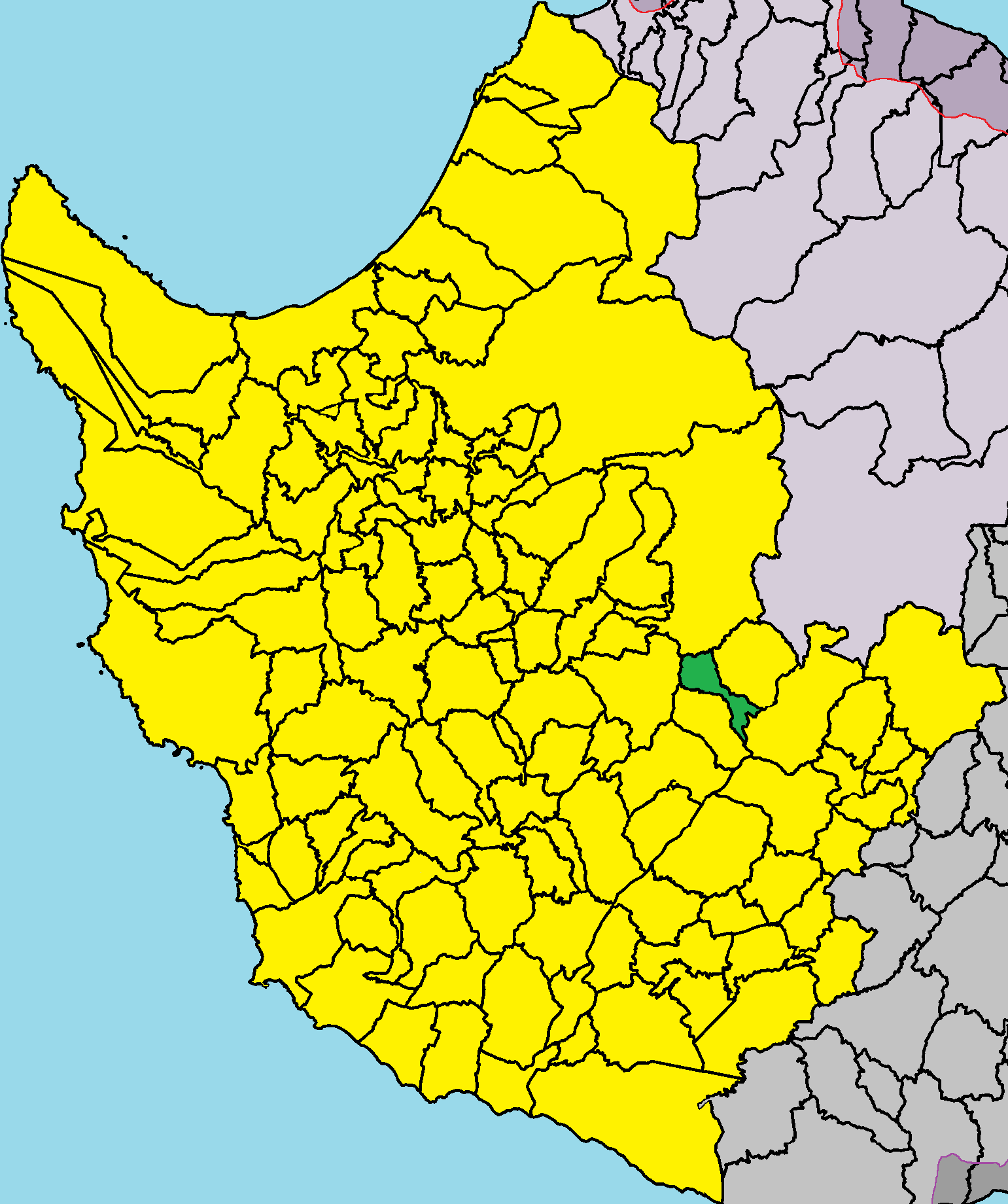
Lage im Bezirk Paphos

Kilinia liegt im Osten des Bezirks Paphos der Mittelmeerinsel Zypern auf einer Höhe von etwa 760 Metern, etwa 23 Kilometer nordöstlich von Paphos. Das 5,14872 Quadratkilometer große Dorf grenzt im Norden an Pano Panagia, im Nordosten an Vretsia, im Südosten an Agios Ioannis, im Süden an Galataria und im Westen an Statos-Agios Fotios. Das Dorf kann über einen Abzweig der Straße E606 erreicht werden.

## Bevölkerungsentwicklung
Kilinia wird von Bauern bewohnt, dadurch ist die Haupteinnahmequelle die Landwirtschaft. Die Mehrheit der Bevölkerung ist über 50 Jahre alt.
Die folgende Tabelle zeigt die Bevölkerung des Dorfes, wie sie in den in Zypern durchgeführten Volkszählungen erfasst wurde.
| Jahr      | 1881 | 1891 | 1901 | 1911 | 1921 | 1931 | 1946 | 1960 | 1976 | 1982 | 1992 | 2001 | 2011 | 2021 |
| Einwohner | 117  | 141  | 170  | 150  | 184  | 194  | 267  | 229  | 144  | 124  | 53   | 42   | 39   | 25   |